# 2009 na televisão
Nesta página encontram-se os fatos, estreias e términos sobre televisão que aconteceram durante o ano de 2009.

## Eventos

### Janeiro
- 3 de janeiro – Estreia Kamen Rider: O Cavaleiro Dragão no CW.
- 6 de janeiro – Estreia Scrubs na ABC. O seriado era anteriormente exibido pela NBC.
- 9 de janeiro
  - Termina Lipstick Jungle na NBC.
  - Termina Stargate Atlantis no SciFi Channel.
- 15 de janeiro – Vai ao ar o último episódio de CSI: Crime Scene Investigation com William Petersen.
- 18 de janeiro - Estreia United States of Tara no Showtime.
- 21 de janeiro – Estreia Lie to Me na FOX.
- 31 de janeiro – Termina Crusoe na NBC.

### Fevereiro
- 8 de fevereiro
  - Estreia A Vida Privada de Salazar na SIC.
  - Estreia Sunny entre Estrelas na Disney Channel.
- 9 de fevereiro – Estreia Verano de Amor às 19h na Televisa.
- 13 de fevereiro
  - Estreia Aaron Stone no Disney XD.
  - Estreia Dollhouse na FOX.
- 15 de fevereiro – The Simpsons começa a ser transmitido em HDTV.
- 20 de fevereiro – Termina Late Night with Conan O'Brien na NBC.
- 24 de fevereiro – Termina Privileged no CW.
- 28 de fevereiro – Termina Teenage Mutant Ninja Turtles no CW.

### Março
- 1 de março – Estreia The Listener na FOX.
- 2 de março – Estreia Late Night with Jimmy Fallon na NBC.
- 4 de março – Termina o remake de Knight Rider na NBC.
- 7 de março – Estreia Power Rangers: RPM na ABC Kids.
- 8 de março – Termina The L Word no Showtime.
- 12 de março – Termina Kath & Kim na NBC.
- 15 de março – Estreia Kings na NBC.
- 16 de março – Termina Kyle XY no ABC Family.
- 19 de março – Barack Obama é entrevistado por Jay Leno no The Tonight Show, marcando a primeira aparição de um presidente em exercício em um talk show da madrugada.
- 20 de março – Termina Battlestar Galactica no Sci Fi Channel.
- 22 de março – Termina Flight of the Conchords na HBO.
- 31 de março – Estreia Cupid na ABC.

### Abril
- 1º de abril - Termina a versão estadunidense de Life on Mars na ABC.
- 2 de abril
  - Vai ao ar "And in the End…", o último episódio de ER, na NBC.
  - Termina a versão estadunidense de Eleventh Hour na CBS.
- 5 de abril
  - Termina a primeira temporada de United States of Tara no Showtime.
  - Estreia a terceira temporada de The Tudors no Showtime.
- 6 de abril – Estreia Surviving Suburbia no CW.
- 8 de abril - Termina Life na NBC.
- 9 de abril
  - Estreia Southland na NBC.
  - Estreia Harper's Island na CBS.
- 10 de abril – Termina Terminator: The Sarah Connor Chronicles na FOX.
- 18 de abril – Estreia Ben 10: Alien Force no Cartoon Network.
- 20 de abril – Estreia a segunda temporada de Ashes to Ashes na BBC One.

### Maio

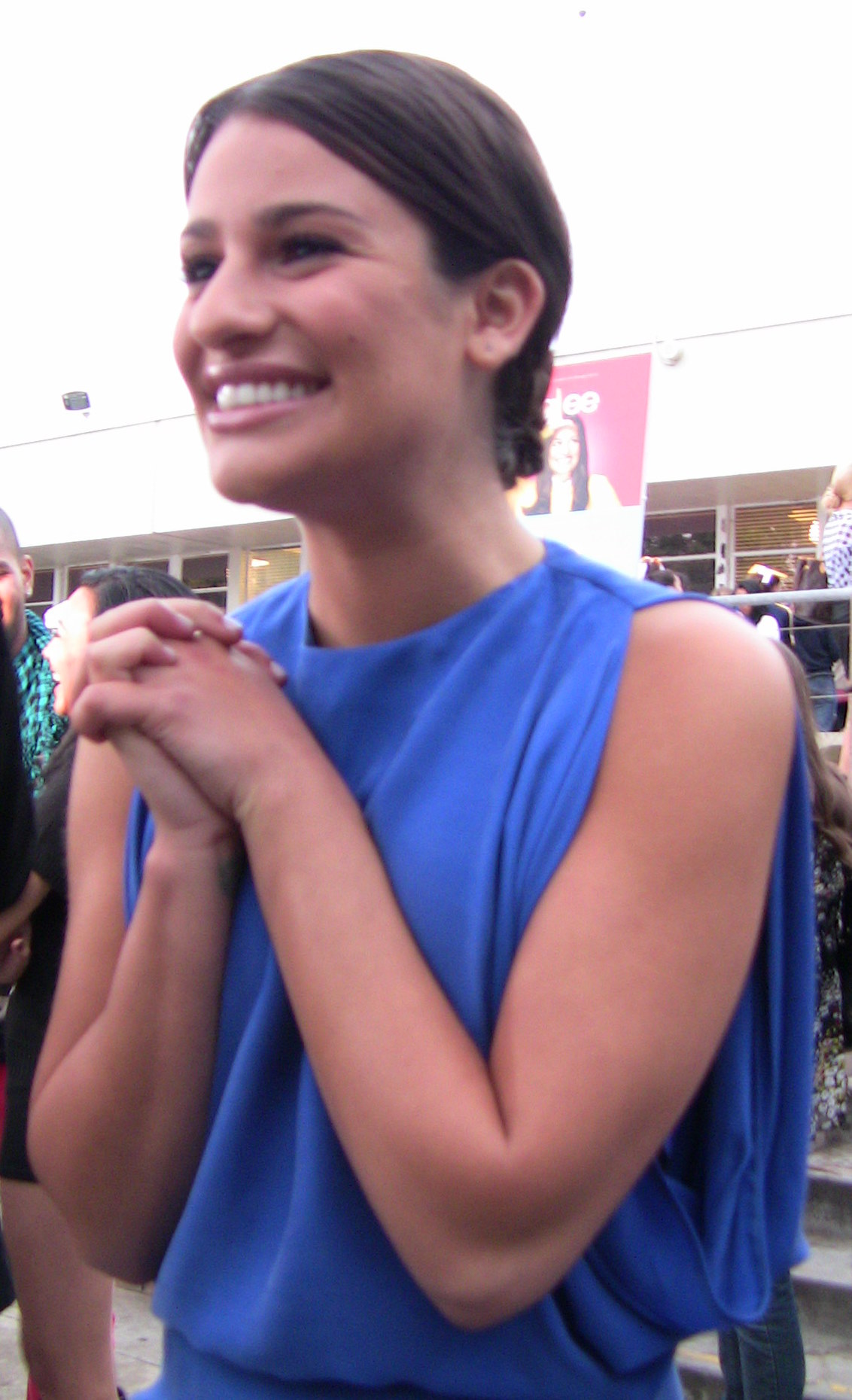
Lea Michele, atriz principal de Glee, que estreou em 19 de maio.

- 2 de maio – Estreia JONAS no Disney Channel.
- 3 de maio – Termina Foster's Home for Imaginary Friends no Cartoon Network.
- 8 de maio
  - Termina a primeira temporada de Dollhouse na Fox.
  - Termina Everybody Hates Chris no CW.
- 10 de maio – Termina The Unit na CBS.
- 13 de maio – Termina a primeira temporada de Lie to Me na FOX.
- 14 de maio – Termina My Name is Earl na NBC.
- 15 de maio
  - Termina Prison Break na FOX.
  - Termina The Game no CW.
- 16 de maio – Termina MADtv na FOX.
- 17 de maio – Termina a vigésima temporada de The Simpsons na FOX.
- 19 de maio
  - Estreia Glee na FOX.
  - Termina Without a Trace na CBS.
- 20 de maio – Kris Allen vence a oitava temporada de American Idol.
- 21 de maio – Termina Southland na NBC. A TNT irá exibir a segunda temporada do seriado a partir de 2010.
- 24 de maio – Termina a terceira temporada de The Tudors no Showtime.
- 26 de maio
  - Estreia Mental na FOX.
  - Termina Reaper no CW.
- 29 de maio – Termina The Tonight Show with Jay Leno na NBC.
- 30 de maio – Termina a primeira temporada de Verano de Amor na Televisa.

### Junho
- 1º de junho
  - Estreia a segunda temporada de Verano de Amor às 19h na Televisa.
  - Estreia The Tonight Show with Conan O'Brien na NBC.
- 2 de junho – Termina According to Jim na ABC.
- 6 de junho – Termina Worst Week na CBS.
- 8 de junho – Termina a segunda temporada de Ashes to Ashes na BBC One.
- 12 de junho – Todas as emissoras estadunidenses que ainda transmitiam seu sinal em NTSC trocaram o sistema analógico pelo digital.
- 13 de junho – Termina The Naked Brothers Band na Nickelodeon.
- 15 de junho – Estreia Zeke & Luther na Disney XD.
- 16 de junho – Termina Cupid na ABC.

### Julho
- 7 de julho
  - O funeral do cantor Michael Jackson, que havia morrido em 25 de junho, é transmitido ao vivo para cerca de um bilhão de pessoas em todo o mundo.
  - Estreia 10 Things I Hate About You, baseada no filme homônimo, na ABC Family.
  - O Sci Fi Channel passa a se chamar "Syfy". Para comemorar a mudança de nome, estreia o seriado Warehouse 13 no mesmo dia.
- 8 de julho
  - Termina Eli Stone na ABC.
  - Termina Reno 911! no Comedy Central.
- 11 de julho – Termina Harper's Island na CBS.
- 12 de julho – Estreia Drop Dead Diva no Lifetime.
- 19 de julho
  - Termina Equador na TVI.
  - Termina Valentine no CW.
  - Termina Samantha Who? na ABC.
- 24 de julho – Termina a segunda temporada de Verano de Amor na Televisa.
  - Termina Kings na NBC.

### Agosto
- 7 de agosto
  - Termina Surviving Suburbia no CW.
  - Termina The Goode Family na ABC.
- 8 de agosto – Termina Dirty Sexy Money na ABC.
- 15 de agosto – Termina Mental na FOX.

### Setembro

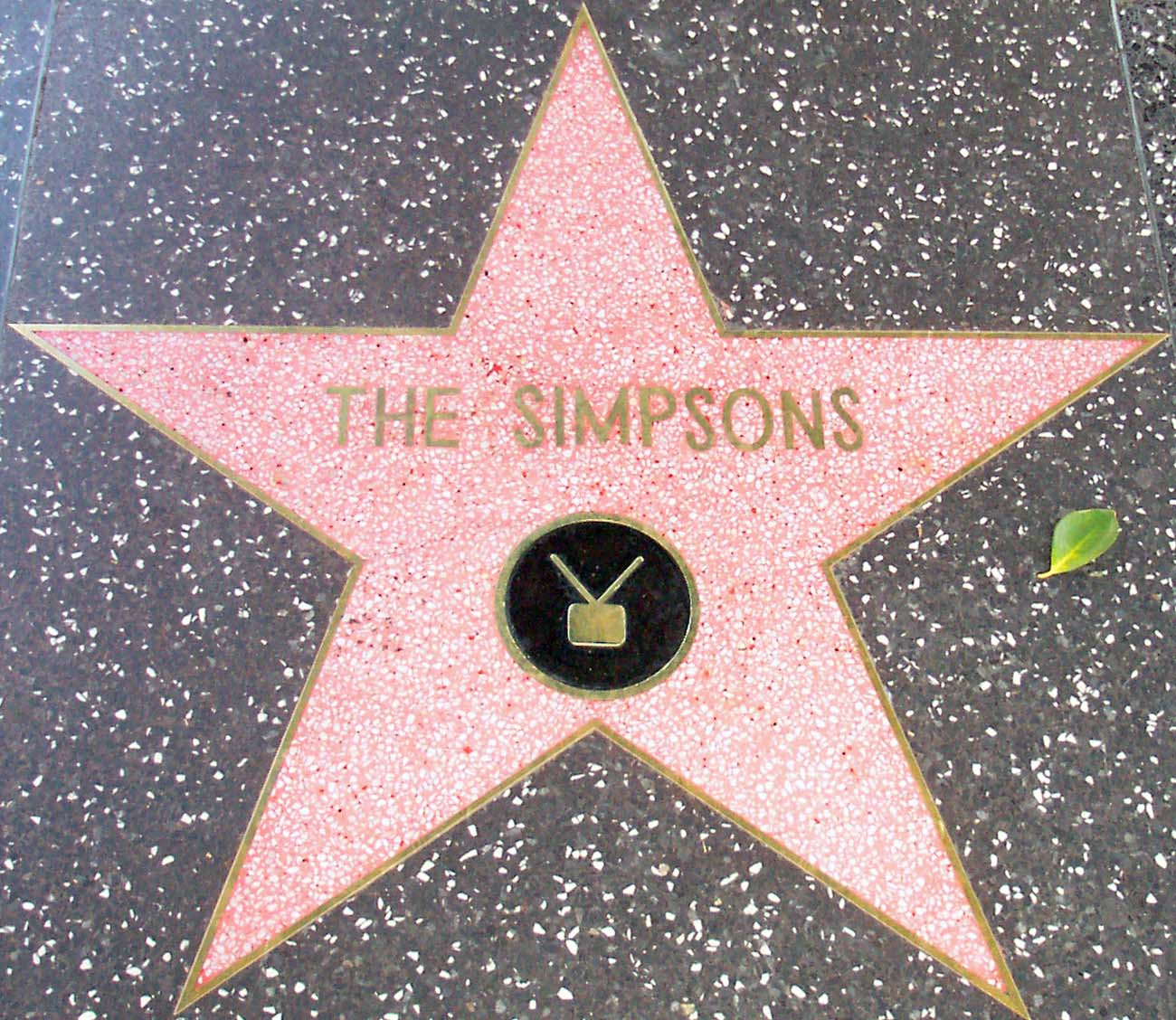
Em 27 de setembro, The Simpsons se tornou o programa de entretenimento do horário nobre com o maior número de temporadas em toda história da televisão estadunidense.

- 8 de setembro – Estreia a segunda versão de Melrose Place no CW.
- 10 de setembro – Estreia The Vampire Diaries no CW.
- 13 de setembro - Termina King of the Hill na FOX.
- 15 de setembro - Termina The Cleaner no A&E.
- 18 de setembro - Termina Guiding Light, a telenovela de maior duração da história, na CBS. Ao total foram mais de 15.760 capítulos e 57 anos no ar.
- 22 de setembro - Estreia The Good Wife na CBS.
- 23 de setembro – Estreia Cougar Town e Modern Family na ABC.
- 24 de setembro – Estreia FlashFoward na ABC.
- 25 de setembro – Estreia a segunda temporada de Dollhouse na FOX.
- 27 de setembro
  - Estreia a vigésima primeira temporada de The Simpsons na FOX, que com isto se tornou o programa de entretenimento do horário nobre com mais tempo no ar em toda história da televisão estadunidense.
  - Estreia a sexta temporada de Desperate Housewives na ABC.
- 28 de setembro – Estreia a segunda temporada de Lie to Me na FOX.
- 30 de setembro – Estreia  The Middle na ABC.

### Outubro
- 7 de outubro – Estreia Kamen Rider: O Cavaleiro Dragão no Cartoon Network.

### Dezembro
- 4 de dezembro – Termina Monk no USA Network.
- 18 de dezembro – Começam as emissões do canal infantil SIC K.
- 22 de dezembro - Termina Mini Einsteins no Playhouse Disney.
- 26 de dezembro – Termina Kamen Rider: O Cavaleiro Dragão no CW.
- 28 de dezembro – Termina Power Rangers: RPM na ABC Kids.

## Por país
- 2009 na televisão brasileira

## Nascimentos
| Data           | Nome           | Profissão | Nacionalidade  | Observações | Ref |
| -------------- | -------------- | --------- | -------------- | ----------- | --- |
| 5 de Janeiro   | Walker Scobell | Ator      | Estados Unidos |             |     |
| 25 de Setembro | Leah Jeffries  | Atriz     | Estados Unidos |             |     |
| 26 de Setembro | Alisha Weir    | Atriz     | Irlanda        |             |     |
| —              | Owen Cooper    | Ator      | Reino Unido    |             |     |

## Mortes
| Data           | Nome                       | Profissão                                           | Nacionalidade                   | Observações | Ref |
| -------------- | -------------------------- | --------------------------------------------------- | ------------------------------- | ----------- | --- |
| 8 de janeiro   | Don Galloway, 71 anos      | Ator (General Hospital)                             | norte-americano(a)              |             |     |
| 13 de janeiro  | Patrick McGoohan, 80 anos  | Ator (The Prisoner)                                 | norte-americano(a), irlandês(a) |             |     |
| 14 de janeiro  | Ricardo Montalbán, 88 anos | Ator (Fantasy Island)                               | mexicano(a), norte-americano(a) |             |     |
| 25 de janeiro  | Kim Manners, 58 anos       | Produtor e diretor (The X-Files, Supernatural)      | norte-americano(a)              |             |     |
| 6 de fevereiro | James Whitmore, 87 anos    | Ator (The Practice)                                 | norte-americano(a)              |             |     |
| 13 de março    | Andrew Martin, 33 anos     | Lutador de luta livre (WWF)                         | canadiano(a)                    |             |     |
| 13 de março    | Alan Livingston, 91 anos   | Executivo da música (criador do Bozo)               | norte-americano(a)              |             |     |
| 16 de março    | Ron Silver, 62 anos        | Ator (Veronica's Closet) e produtor (The West Wing) | norte-americano(a)              |             |     |
| 25 de junho    | Farrah Fawcett, 62 anos    | Atriz (Charlie's Angels)                            | norte-americano(a)              |             |     |
| 25 de junho    | Michael Jackson, 50 anos   | Cantor                                              | norte-americano(a)              |             |     |
| 20 de dezembro | Brittany Murphy, 32 anos   | Atriz (King of the Hill)                            | norte-americano(a)              |             |     |